# Communauté de communes Rhône Chartreuse de Portes
La communauté de communes Rhône Chartreuse de Portes est une ancienne communauté de communes située dans l'Ain et regroupant dix communes. Elle a été dissoute le 1er janvier 2017 à la suite du rattachement de toutes ses communes à la Communauté de communes de la plaine de l'Ain.

## Composition
Elle était composée des communes suivantes :
| Nom                 | Code Insee | Gentilé      | Superficie (km2) | Population (dernière pop. légale) | Densité (hab./km2) |
| ------------------- | ---------- | ------------ | ---------------- | --------------------------------- | ------------------ |
| Lhuis (siège)       | 01216      | Lhuissars    | 24,43            | 884 (2014)                        | 36                 |
| Bénonces            | 01037      | Bénonçards   | 15,33            | 282 (2014)                        | 18                 |
| Briord              | 01064      | Briolands    | 12,29            | 973 (2014)                        | 79                 |
| Innimond            | 01190      |              | 13,44            | 115 (2014)                        | 8,6                |
| Lompnas             | 01219      |              | 12,69            | 166 (2014)                        | 13                 |
| Marchamp            | 01233      |              | 13,11            | 130 (2014)                        | 9,9                |
| Montagnieu          | 01255      |              | 6,22             | 584 (2014)                        | 94                 |
| Ordonnaz            | 01280      | Ordonnaxiens | 14,88            | 157 (2014)                        | 11                 |
| Seillonnaz          | 01400      |              | 9,59             | 139 (2014)                        | 14                 |
| Serrières-de-Briord | 01403      | Serrièrois   | 8,03             | 1 286 (2014)                      | 160                |

## Historique
- 30 octobre 1991 : création du District Rhône Chartreuse de Portes composé des communes de Bénonces, Briord, Innimond, Lhuis, Lompnas, Montagnieu (Ain), Ordonnaz, Seillonnaz. Serrières-de-Briord adhère ensuite.
- 21 mars 1997 : actualisation des statuts du district Rhône Chartreuse de Portes :  construction et entretien d'un centre de loisirs et d'une halte garderie, transport d'enfants au centre de loisir, réalisation et promotion de zones d'activités économiques d'intérêt districal et création d'ateliers relais d'intérêt districal
- 8 décembre 1998 : collecte et traitement des ordures ménagères à la date de mise en fonctionnement du nouveau centre de traitement des ordures ménagères auquel se rattache le district
- 8 décembre 1998 : études préalables à la constitution d'un syndicat mixte ayant pour objet la réalisation et la gestion d'un centre de trait des ordures ménagères dans le cadre du schéma départemental
- 5 juillet 2001 : 2 titulaires jusqu'à 600 hab ; 3 titulaires de 601 à 900 hab ; 4 titulaires de 901 à 1200 hab
- 5 juillet 2001 : transfert de compétences (voir statuts)
- 19 décembre 2001 : transformation du District en Communauté de communes
- 5 septembre 2002 : actualisation des statuts
- 10 août 2006 : modification, extension et définition des compétences
- 1er janvier 2014 : adhésion de Groslée
- 24 novembre 2014 : Modification des compétences de la communauté de communes[2]
- 23 mars 2016 : adoption du schéma départemental de coopération intercommunale (SDCI) de l'Ain[3].
- 29 mars 2016 : retrait de Groslée à la suite de la création de la commune nouvelle de Groslée-Saint-Benoît
- 10 juin 2016 : la proposition du Préfet d'étendre le périmètre de la Communauté de communes de la plaine de l'Ain aux communes de la communauté de communes Rhône Chartreuse de Portes, en lieu et place de la fusion adoptée dans le schéma du 23 mars, est adoptée par la Commission départementale de coopération intercommunale[4].

- 1er janvier 2017 : disparition de la structure à la suite du rattachement de ses communes à la communauté de communes de la plaine de l'Ain[5].

## Administration

### Siège
Le siège de la communauté de communes était situé à Lhuis.

### Les élus
La communauté de communes est gérée par un conseil communautaire composé de 23 membres représentant chacune des communes membres.
Ils sont répartis comme suit :
- 6 conseillers communautaires pour Serrières de Briord ;
- 4 pour Briord et Lhuis
- 2 pour Montagnieu
- 1 conseiller communautaire et 1 suppléant pour chacune des 6 autres communes

### Présidence
Les élections de 23 mars 2014 ont désigné de nouveaux élus au conseil communautaire :
a élu son président, Daniel Béguet, et désigné ses 4 vice-présidents qui sont : 
1. Daniel BEGUET, Président (maire de la commune de Serrières-de-Briord)
2. Simon ALBERT, Vice-président (Maire de Lhuis)
3. Gilbert BABOLAT, Vice-président (Adjoint au Maire de Montagnieu)
4. Frédérique BOREL, Vice-présidente (Maire de Seillonnaz)
5. Jacky LAMBERT, Vice-président (Maire de Briord)

Ils forment ensemble l'exécutif de l'intercommunalité pour le mandat 2014-2020.
| Période | Période  | Identité      | Étiquette | Qualité |
| ------- | -------- | ------------- | --------- | ------- |
| 2008    | En cours | Daniel Béguet |           |         |

### Compétences
L'intercommunalité exerce des compétences qui lui sont déléguées par les communes membres. Il s'agit de :

#### Compétences obligatoires
- Aménagement de l'espace
- Actions de développement économique intéressant l'ensemble de la communauté

#### Compétences optionnelles
- Protection et mise en valeur de l'environnement
- Politique du logement et du cadre de vie
- Création, aménagement et entretien de la voirie
- Action sociale d'intérêt communautaire

### Régime fiscal et budget
Fiscalité additionnelle sans FPZ (fiscalité professionnelle de zone) et sans FPE (fiscalité professionnelle sur les éoliennes)

## Pour approfondir

### Sources
- La BANATIC